# 寺内正道
寺内正道（1905年—1978年1月19日），是一位大日本帝國海軍军人，最终军衔为海军中佐。他在担任雪風號驅逐艦舰长期间，参与了多次海战而且毫发无损，因此被人称为「不沉舰之名舰长」。

## 生平
寺内正道生于栃木縣。寺内正道毕业于海軍兵學校第55期。1940年12月至1941年期間担任第十四号掃海艇船長，1943年至1945年期間出任雪風號驅逐艦舰长。1945年4月，寺内正道参加了菊水作戰以及坊之岬海戰。日本投降后，寺内正道在日本專賣公社內任職。
1978年1月19日，寺内正道因迴盲瓣肿瘤在狛江市的東京慈恵会医科大学附属第三病院去世，享年72岁。